# Pölsfeld
Pölsfeld ist ein Ortsteil der Stadt Allstedt im Landkreis Mansfeld-Südharz in Sachsen-Anhalt.

## Geografie
Pölsfeld liegt zwischen Sangerhausen und Hettstedt im Biosphärenreservat Karstlandschaft im westlichen Sachsen-Anhalt.
Pölsfeld liegt am südöstlichen Rand des Harzes in einem Seitental der Gonna, eingerahmt von Bergen mit Wiesen und Wäldern. In Pölsfeld beginnt bzw. endet der ca. 200 km lange Karstwanderweg nach Förste in Niedersachsen.

## Geschichte
Die erste urkundliche Erwähnung erfolgte im Jahr 899 als Bullisfeld.
Südöstlich von Pölsfeld lag im Mittelalter die heute Wüste Dorfstätte Herchensole.
Die Gemeinde Pölsfeld gehörte ab dem 3. Juli 2005 der Verwaltungsgemeinschaft Allstedt-Kaltenborn an, die ihren Verwaltungssitz in der Stadt Allstedt hat. Im Vorfeld ging die Gemeinde Pölsfeld juristisch gegen die Zuordnung zur Verwaltungsgemeinschaft Sangerhausen zum Stichtag 1. Januar 2005 vor. Pölsfeld wehrte sich gegen diese Eingliederung, die im Rahmen einer kommunalen Neugliederung mit dem Ziel einer Verkleinerung der Zahl der Verwaltungsgemeinschaften und der daraus resultierenden Auflösung ihrer ehemaligen Verwaltungsgemeinschaft Südharz geplant gewesen war. Zum 1. Oktober 2005 wurde die vergrößerte VG Sangerhausen ebenfalls aufgelöst und alle angehörigen Gemeinden in die Kreisstadt Sangerhausen eingemeindet. Pölsfeld entging zunächst so der Eingemeindung, allerdings sind nun für die Bürger mitunter größere Wege bis hin in das neue Verwaltungszentrum Allstedt zurückzulegen. Am 1. Januar 2010 wurde die bis dahin selbstständige Gemeinde Pölsfeld schließlich zusammen mit den Gemeinden Beyernaumburg, Emseloh, Holdenstedt, Katharinenrieth, Liedersdorf, Mittelhausen, Niederröblingen (Helme), Nienstedt, Sotterhausen und Wolferstedt in die Stadt Allstedt eingemeindet.

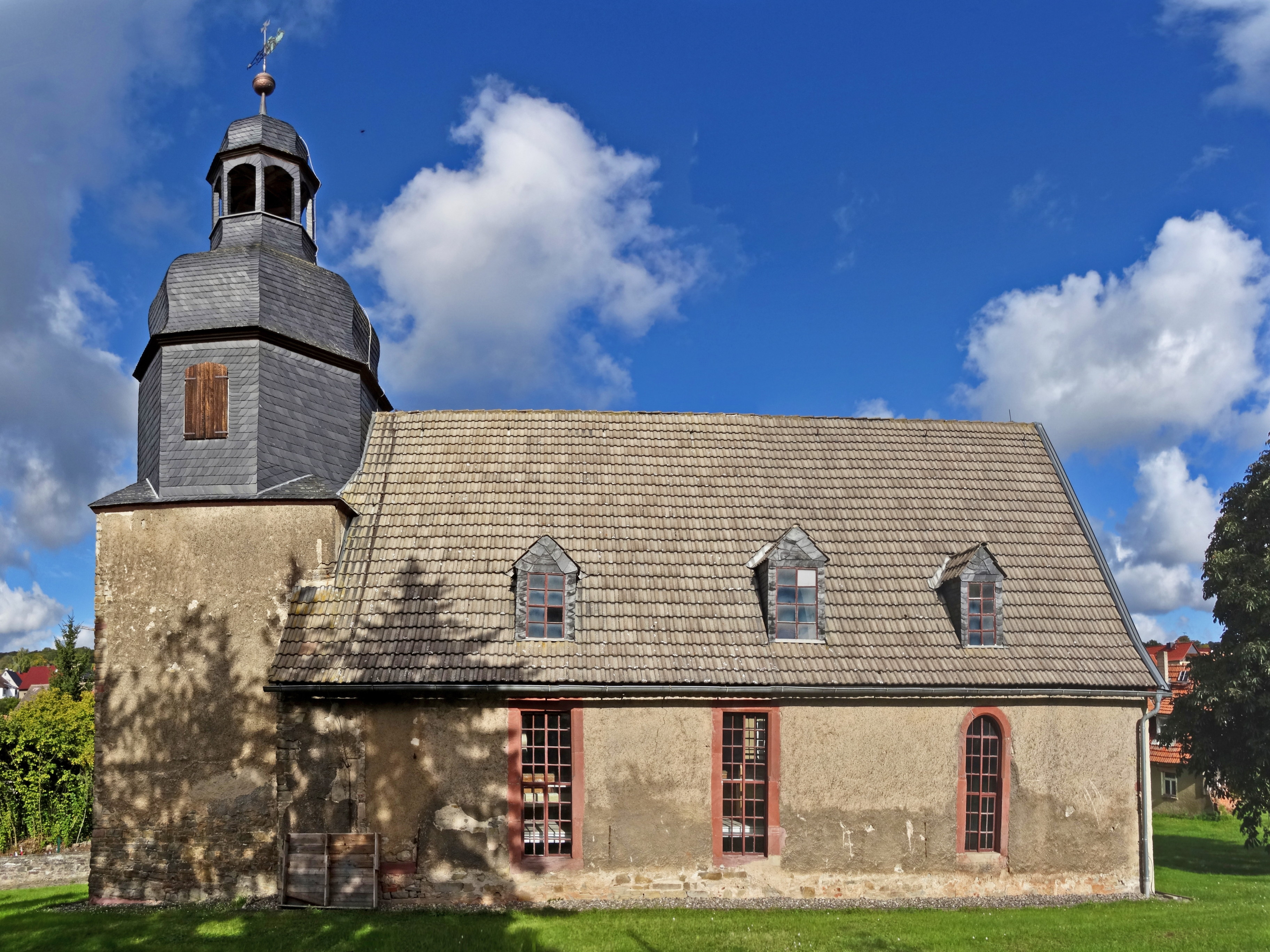
Dorfkirche St. Moritz

## Wirtschaft und Infrastruktur

### Verkehr
Der öffentliche Personennahverkehr wird durch den TaktBus des Bahn-Bus-Landesnetz Sachsen-Anhalt erbracht. Folgende Verbindung führt durch Pölsfeld:
- Linie 460: Sangerhausen ↔ Pölsfeld ↔ Grillenberg ↔ Wippra ↔ Königerode ↔ Harzgerode

Östlich der Ortschaft liegt die Bundesstraße 86, die von Sangerhausen nach Hettstedt führt. Die Autobahn A 38, die von Halle (Saale) nach Göttingen führt, liegt südlich von Pölsfeld.